# 阿里斯卡尔新镇
阿里斯卡尔新镇是西班牙安达卢西亚自治区塞维利亚省的一个市镇。总面积5平方公里，总人口4956人（2001年），人口密度991人/平方公里。

## 图片
- 萨克拉门托广场
- 尼维斯的圣母玛丽亚教堂的钟楼
- 塞维利亚总主教弗朗西斯科·哈维耶·德尔加多·维内加斯的画像，他曾在1777年重建了尼维斯的圣母玛丽亚教堂